# Vallbona de les Monges
Vallbona de les Monges és un municipi de la comarca de l'Urgell, ubicat al peu de la serra del Tallat, a la vall del riu Maldanell, afluent del riu Corb. Inclou l'entitat municipal descentralitzada de Rocallaura i la població de Montblanquet.

## Història
Al poble de Vallbona hi ha l'important monestir cistercenc femení de Santa Maria de Vallbona, fundat el segle xii per l'eremita Sant Ramon. La fundadora del poble de Vallbona de les Monges va ser una abadessa del monestir, Estefania de Piquer que, per tal d'esquivar els acords del Concili de Trento que estipulaven que els monestirs femenins no es podien trobar en llocs deshabitats o fora muralla, va fer una donació de les terres i edificis del voltant del cenobi. D'aquesta manera va néixer el poble i es va nomenar el primer batlle el 1573.
El de Santa Maria de Vallbona de les Monges és el monestir cistercenc femení més important de Catalunya i conjuntament amb el Monestir de Poblet i el Monestir de Santes Creus integren la Ruta del Cister.

## Geografia
- Llista de topònims de Vallbona de les Monges (Orografia: muntanyes, serres, collades, indrets..; hidrografia: rius, fonts…; edificis: cases, masies, esglésies, etc).

## Demografia
| Entitat de població    | Habitants (2023) |
| Vallbona de les Monges | 145              |
| Rocallaura             | 76               |
| Montblanquet           | 10               |
| Font: Idescat          |                  |

| 1497 f | 1515 f | 1553 f | 1717 | 1787 | 1857  | 1877  | 1887  | 1900  | 1910  |
| ------ | ------ | ------ | ---- | ---- | ----- | ----- | ----- | ----- | ----- |
| 26     | 23     | 35     | 224  | 804  | 1.138 | 1.082 | 1.116 | 1.034 | 1.095 |

| 1920  | 1930  | 1940 | 1950 | 1960 | 1970 | 1981 | 1990 | 1992 | 1994 |
| ----- | ----- | ---- | ---- | ---- | ---- | ---- | ---- | ---- | ---- |
| 1.176 | 1.084 | 958  | 921  | 724  | 395  | 275  | 285  | 286  | 286  |

| 1996 | 1998 | 2000 | 2002 | 2004 | 2006 | 2008 | 2010 | 2012 | 2014 |
| ---- | ---- | ---- | ---- | ---- | ---- | ---- | ---- | ---- | ---- |
| 272  | 259  | 266  | 272  | 264  | 247  | 251  | 251  | 253  | 262  |

| 2016 | 2018 | 2020 | 2022 | 2024 | 2026 | 2028 | 2030 | 2032 | 2034 |
| ---- | ---- | ---- | ---- | ---- | ---- | ---- | ---- | ---- | ---- |
| 241  | 234  | 243  | 227  | 223  | -    | -    | -    | -    | -    |

El 1515 incorpora Montesquiu; el 1857, Montblanquet; el 1930 es desagrega Rocallaura que es torna a agregar el 1970.

## Economia
El poble viu bàsicament de l'agricultura i les cooperatives s'ocupen de la promoció i comercialització dels seus productes, sobretot de l'oli d'oliva i del vi. Els vins de la vila estan emparats per la "Denominació d'Origen Costers del Segre". El turisme comença a poc a poc a ser un revitalitzador de la zona.
En el seu terme municipal, el 2007, es va construir el parc eòlic de la Serra del Tallat.